# Йосвані Санчес
Йосвані Санчес Ларрудет (ісп. Yosvany Sánchez Larrudet; нар. 17 вересня 1975, Матансас, провінція Матансас) — кубинський борець вільного стилю, чотириразовий Панамериканський чемпіон, срібний призер Панамериканських ігор, чемпіон та триразовий бронзовий призер Кубків світу, учасник двох Олімпійських ігор.

## Життєпис
Боротьбою почав займатися з 1987 року. У 1992 році став бронзовим призером чемпіонату світу серед юніорів. У 1995 році здобув чемпіонський титул на чемпіонаті світу серед молоді.
Виступав за «Club de Portivo» Матансас. Тренер — Філіберто Дельгадо (з 1997).

## Спортивні результати на міжнародних змаганнях

### Виступи на Олімпіадах
| Змагання                    | Збірна | Вагова категорія          | Місце |
| --------------------------- | ------ | ------------------------- | ----- |
| Літні Олімпійські ігри 1996 | Куба   | вільна боротьба, до 68 кг | 4     |
| Літні Олімпійські ігри 2000 | Куба   | вільна боротьба, до 69 кг | 5     |

### Виступи на Чемпіонатах світу
| Змагання                        | Збірна | Вагова категорія          | Місце |
| ------------------------------- | ------ | ------------------------- | ----- |
| Чемпіонат світу з боротьби 1997 | Куба   | вільна боротьба, до 69 кг | 20    |
| Чемпіонат світу з боротьби 1999 | Куба   | вільна боротьба, до 69 кг | 7     |
| Чемпіонат світу з боротьби 2001 | Куба   | вільна боротьба, до 69 кг | 7     |

### Виступи на Панамериканських чемпіонатах
| Змагання                                   | Збірна | Вагова категорія          | Місце  |
| ------------------------------------------ | ------ | ------------------------- | ------ |
| Панамериканський чемпіонат з боротьби 1997 | Куба   | вільна боротьба, до 69 кг | Золото |
| Панамериканський чемпіонат з боротьби 1998 | Куба   | вільна боротьба, до 69 кг | Золото |
| Панамериканський чемпіонат з боротьби 2000 | Куба   | вільна боротьба, до 69 кг | Золото |
| Панамериканський чемпіонат з боротьби 2001 | Куба   | вільна боротьба, до 69 кг | Золото |

### Виступи на Панамериканських іграх
| Змагання                  | Збірна | Вагова категорія          | Місце  |
| ------------------------- | ------ | ------------------------- | ------ |
| Панамериканські ігри 1999 | Куба   | вільна боротьба, до 69 кг | Срібло |

### Виступи на Кубках світу
| Змагання                    | Збірна | Вагова категорія          | Місце  |
| --------------------------- | ------ | ------------------------- | ------ |
| Кубок світу з боротьби 1996 | Куба   | вільна боротьба, до 68 кг | Бронза |
| Кубок світу з боротьби 1997 | Куба   | вільна боротьба, до 69 кг | Золото |
| Кубок світу з боротьби 1998 | Куба   | вільна боротьба, до 69 кг | Бронза |
| Кубок світу з боротьби 1999 | Куба   | вільна боротьба, до 69 кг | 4      |
| Кубок світу з боротьби 2000 | Куба   | вільна боротьба, до 69 кг | Бронза |

### Виступи на інших змаганнях
| Змагання                                                             | Збірна | Вагова категорія          | Місце  |
| -------------------------------------------------------------------- | ------ | ------------------------- | ------ |
| Панамериканський Олімпійський кваліфікаційний турнір з боротьби 1996 | Куба   | вільна боротьба, до 68 кг | Срібло |
| Гран-прі Німеччини з боротьби 1996                                   | Куба   | вільна боротьба, до 68 кг | Золото |
| Міжнародний меморіал Дейва Шульца 2000                               | Куба   | вільна боротьба, до 69 кг | Золото |

### Виступи на змаганнях молодших вікових груп
| Змагання                                      | Збірна | Вагова категорія          | Місце  |
| --------------------------------------------- | ------ | ------------------------- | ------ |
| Чемпіонат світу з боротьби серед кадетів 1991 | Куба   | вільна боротьба, до 60 кг | 5      |
| Чемпіонат світу з боротьби серед юніорів 1992 | Куба   | вільна боротьба, до 63 кг | Бронза |
| Чемпіонат світу з боротьби серед молоді 1995  | Куба   | вільна боротьба, до 68 кг | Золото |